# مهاجرت سلول
مهاجرت سلول یا کوچ سلول فرآیندی پایه‌ای در رشد و نگهداشت جانداران چندیاخته‌ای می‌باشد.
ساخت بافت در هنگام رویان‌زایی، بازسازی زخم، و واکنش‌های دستگاه ایمنی، همگی نیاز به جنبندگی هماهنگ یاختهها به سمت‌های گوناگون و به سوی جایگاه‌های شناخته‌شده و ویژه‌ای دارند.
کارکرد نادرست این فرایند پیامدهای سخت و ناگواری، مانند عقب‌افتادگی ذهنی، بیماریهای رگی‌قلبی، و غده‌زایی دربرداشته باشد.
دانستن و آگاهی از چگونگی کوچ یاخته‌ها می‌تواند راه به گسترش روش‌های درمانی نوین برای مهار این گونه بیماریها ببرد.